# Bandolero
Bandolero (Bandolero!) és un western estatunidenc dirigit per Andrew V. McLaglen el 1968. Aquesta pel·lícula ha estat doblada al català.

## Argument
Els germans Bishop són oposats en molts aspectes, però s'ajuden quan cal... i és el cas quan es tracta d'evitar la corda... I després, la temptació sobtada de robar un banc pot convertir la seva honestedat en bandolerisme, a risc de tenir una ciutat sencera perseguint-los, i a prendre com a ostatge un bonica vídua... Escapar-se a Mèxic és una solució...

## Repartiment
- James Stewart: Mace Bishop
- Dean Martin: Dee Bishop
- Raquel Welch: Maria Stoner
- George Kennedy: Xèrif Johnson
- Andrew Prine: Roscoe Bookbinder
- Will Geer: Pop Chaney
- Clint Ritchie: Babe Jenkins
- Denver Pyle: Muncie Carter
- Tom Heaton: Joe Chaney
- Rudy Diaz: Angel
- Sean McClory: Robbie O'Hare
- Harry Carey Jr.: Cort Hayjack
- Don 'Red' Barry: Jack Hawkins (àlies Donald Barry)
- Guy Raymond: Ossie Grimes
- Perry Lopez: Frisco